# آن سوج
آن سوج (انگلیسی: Ann Savage؛ ۱۹ فوریهٔ ۱۹۲۱ – ۲۵ دسامبر ۲۰۰۸) یک هنرپیشه اهل ایالات متحده آمریکا بود.
از فیلم‌ها یا برنامه‌های تلویزیونی که وی در آن نقش داشته است می‌توان به میانبر و گذرنامه برای سوئز و مختارنامه و یوسف پیامبر اشاره کرد.